# Cordillera de la Sal
Cordillera de la Sal är en bergskedja i Chile.   Den ligger i regionen Región de Antofagasta, i den norra delen av landet, 1 200 km norr om huvudstaden Santiago de Chile.
Trakten runt Cordillera de la Sal är ofruktbar med lite eller ingen växtlighet. Trakten runt Cordillera de la Sal är nära nog obefolkad, med mindre än två invånare per kvadratkilometer.